# یواس‌اس ال‌اس‌تی-۲۶۳
یواس‌اس ال‌اس‌تی-۲۶۳ (به انگلیسی: USS LST-263) یک کشتی است که طول آن ۳۲۸ فوت (۱۰۰ متر) می‌باشد. این کشتی در سال ۱۹۴۳ ساخته شد.